# Casa Alfonso (Montblanc)
La Casa Alfonso és un edifici del municipi de Montblanc (Conca de Barberà) que forma part de l'Inventari del Patrimoni Arquitectònic de Catalunya.

## Descripció
És un habitatge plurifamiliar entremitgeres de finals del segle xix recuperant un portal de l'edifici anterior del segle xviii. La façana presenta elements decoratius eclecticistes.
Hi ha la inscripció de 1775 a un costat del portal d'accés.